# باشگاه فوتبال لوکوموتیو زاگرب
باشگاه فوتبال لوکوموتیو زاگرب (کرواتی: NK Lokomotiva Zagreb) یک باشگاه فوتبال در شهر زاگرب، کرواسی است.
این باشگاه که در سال ۱۹۱۴ تأسیس شده دارای افتخاراتی همچون نایب قهرمانی در لیگ فوتبال کرواسی و نایب قهرمانی در جام حذفی فوتبال کرواسی اشاره کرد.